# Флай (гейзер)
Флай (англ. Fly Geyser) — искусственный гейзер, расположенный на северо-западе американского штата Невада. Гейзер находится на высоте 1230 метров над уровнем моря, количество осадков в регионе составляет всего 300 мм в год. Высота гейзера около 1,5 м.
Фактически это не гейзер, а постоянно действующий термальный источник. Гейзер — периодически действующий источник.

## История
Гейзер появился на территории ранчо «Fly» благодаря вмешательству человека. В 1916 году здесь пробурили скважину для колодца, при этом случайно пробили геотермальный карман. И только в 1964 году кипящая вода начала проникать на поверхность, создавая из растворяющихся в воде минералов необычный ландшафт.

## Описание
Стены гейзера продолжают расти и сейчас. По последним данным, его высота почти 1,5 метра. Гейзер постоянно выбрасывает три струи воды. Минералы (карбонат кальция), водоросли и цианобактерии придают ему текущую окраску.
Гейзер сильно изменил окружающую местность.
Собственникам земель, на которых расположен гейзер (c 2016 года это Burning Man Project), неоднократно предлагали продать их, чтобы открыть доступ для всех желающих, однако они отказываются. Достопримечательность окружена забором и воротами, поэтому туристам, желающим попасть сюда, необходимо заранее испрашивать разрешение на посещение у владельцев ранчо.
В Неваде кроме Флая есть ещё два гейзера близких к нему по размерам. Они имеют высоту около метра и отличаются менее причудливыми и коническими формами.